# Steven Jones
Steven Allen Jones född  4 oktober 1952 i Salem, Ohio är en svensk keramiker. Han är gift med textilkonstnären Hildegun Martinsen-Jones.
Jones studerade vid École des Beaux Arts de Nîmes 1972-1974. Efter studierna flyttade han till Forshaga där han öppnade en keramikverkstad 1979. Verkstaden flyttades 1988 till Samstorp utanför Karlstad. 
Separat har han ställt ut på bland annat Forsbergs Galleri, Värmlands Konsthantverkare, Silvénska villan i Säffle, Lerverk i Göteborg, Heidruns Café i Torsby samt Skånekraft. Han har medverkat i samlingsutställningar på Värmlands museum, Hälsinglands museum, Höganäs Museum, samt i USA, Norge, Danmark, Japan och Polen.
Han har tilldelats Bildkonstnärsfondens arbetsstipendium, Värmlands Musei Vänners stipendium samt Forshaga Kulturstipendium. 2018 tilldelades han Region Värmlands Frödingstipendium.
Hans keramik består av saltglaserat bruksgods i stengods- och porslinslera, han gör även unika objekt samt en del skulpturer. 
Jones finns representerad i Ceramic Museum Mung Yeoung, Cedar Rapids Museum of Art i Iowa, Statens konstråd, Värmlands museum och Höganäs Museum. Han använder signaturen S.Jones på sina keramikföremål.